# Immanentisme
 (février 2014).
Si vous disposez d'ouvrages ou d'articles de référence ou si vous connaissez des sites web de qualité traitant du thème abordé ici, merci de compléter l'article en donnant les références utiles à sa vérifiabilité et en les liant à la section « Notes et références ».
L'immanentisme, envisagé avec ou séparément du transcendantalisme peut prendre la forme d'une doctrine philosophique postulant que la matière est incréée. La nature possède en elle-même les ressources de son propre changement, sans intervention extérieure.
Cette doctrine s'oppose au créationnisme qui postule que la matière (le monde naturel) trouve son origine dans un acte créateur qui lui est extérieur. Le créationnisme, défini ici dans son acception philosophique, est parfois doublé d'un créationnisme scientifique.

## Étymologie
Immanentisme provient de immanence, mot qui entre en corrélation avec transcendantalisme et transcendance. Immanent signifie "contenu à l'intérieur", en corrélation avec "au-delà".

## L'immanentisme dans le système de Spinoza
Chez Spinoza, l'immanence de Dieu à la nature est une conception qui est à relier au panthéisme et au naturalisme. L'immanence désigne un type de rapport. C'est un terme qui désigne la relation de l'attribut « pensée » et de l'attribut « étendue » dans l'Éthique de Spinoza. L'immanentisme de Spinoza s'oppose au dualisme de Descartes. Par extension, le terme désigne la relation entre deux attributs, par exemple le corps et l'esprit, et plus généralement le matériel et le spirituel.
Descartes affirme en effet que la matière et l'esprit sont deux substances différentes (Méditations métaphysiques). Il affirme cependant dans le Traité des passions que l'esprit a un pouvoir sur le corps. Descartes ne parvient pas à expliquer clairement les rapports de ces deux substances.
Spinoza affirme à la Partie II de l'Éthique que « l'esprit est l'idée du corps ». Spinoza ne pose pas deux substances, mais une seule (Deus sive natura). Cette substance possède une infinité d'attributs.

## Selon Gilles Deleuze
Gilles Deleuze, dans Qu'est-ce que la philosophie ?, écrit un chapitre sur le plan d'immanence, qu'il définit ainsi : « Le plan d'immanence n'est pas un concept, ni le concept de tous les concepts. […] Les concepts sont comme les vagues multiples qui montent et qui s'abaissent, mais le plan d'immanence est la vague unique qui les enroule et les déroule ». G. Deleuze pense l'immanence comme un plan : ce plan est à l'opposé du transcendantalisme kantien. Dans ce dernier, la philosophie est analyse des conditions de possibilité des choses. Ainsi, lorsque Kant se demande « qu'est-ce qu'un génie ? », il répond « c'est ce qui rend possible un chef-d'œuvre ». « Qu'est-ce que le temps ? » : « l'intuition pure qui rend possible la succession dans les représentations », etc. Pour penser le plan d'immanence, Deleuze ajoute : « Le concept est le commencement de la philosophie, mais le plan en est l'instauration ». L'immanentisme, c'est le mouvement « transdescendant » (Wahl, cité par Deleuze) de la philosophie, mouvement qui fait redescendre toute la transcendance (émanative, créative, religieuse) : « La part de l'immanence, ou la part du feu, c'est à cela qu'on reconnaît le philosophe ».

## L'immanentisme et la religion catholique
L'immanentisme entre souvent en conflit avec la religion, d'où les conflits entre raison et foi. Jean-Paul II a publié en 1998 une encyclique Fides et Ratio (Foi et Raison) dans laquelle il voit ces deux éléments comme indissociables : « La foi et la raison sont comme deux ailes qui permettent à l'esprit humain de s'élever vers la contemplation de la vérité ». 
Benoît XVI a affirmé dans son Discours de Ratisbonne : « La principale phrase dans cette argumentation contre la conversion par contrainte s’énonce donc ainsi : Ne pas agir selon la raison contredit la nature de Dieu ».
L'immanentisme a été condamné dans l'encyclique Pascendi en 1907, car il se caractérise par l'opinion selon laquelle le sentiment religieux jaillit de manière vitale des profondeurs de la subconscience et que la religion n'est donc "qu'un fruit propre et spontané de la nature". Accepter l'immanentisme reviendrait ainsi à considérer que "Dieu est immanent dans l'homme", qu'il se confond avec la nature et "qu'il n'y a point d'ordre surnaturel".

## Immanentisme en sciences
On retrouve, dans les positions du neurologue Antonio Damasio, notamment dans sa définition du sentiment comme « cartographie psychique d'un état du corps », une position immanentiste, mais pas seulement philosophique : on peut parler d'un immanentisme neurologique, que certains ont tenté de nommer émergence ou encore neurophilosophie.